# Bardonecchia
Bardonecchia (francosko Bardonèche, okcitansko Bardonecha) je italijansko mesto s 3.037 prebivalci v pokrajini Torino, dežele  Piemont. Leži v zahodni dolini Susa.
Mesto je bilo zgrajeno ob bardoneški reki, ki je pritok reke Dora Riparia. Raslo je predvsem po zaslugi logistike, carinarnic in turizma, kar je pridružilo druge okoliške vasi in je eno izmed večjih mest v dolini Susa. Oddaljeno je slabih 90 km od Torina in je obdano z visokimi gorami, ki presežejo tudi 3000 m. S Francijo je povezano s tunelom Fréjus.
Gostilo je prireditve iz deskanja na snegu na zimskih olimpijskih igrah leta 2006, prav tako je bilo eno izmed olimpijskih vaseh.